# He Jianping
He Jianping (chiń. 何劍平; pinyin Hé Jiànpíng; ur. 5 maja 1963) – chińska piłkarka ręczna, medalistka olimpijska.
Dwukrotna olimpijka (IO 1984, IO 1988). W Los Angeles reprezentacja Chin zdobyła brązowy medal. He wystąpiła we wszystkich pięciu spotkaniach tego turnieju (w tym przeciwko Stanom Zjednoczonym, RFN, Korei Południowej, Austrii i Jugosławii), strzelając jedenaście bramek. Cztery lata później w Seulu zajęła wraz z drużyną szóste miejsce, strzelając łącznie 26 goli w pięciu spotkaniach.
Wzięła udział w mistrzostwach świata w 1986 roku, podczas których Chiny zajęły dziewiąte miejsce. He Jianping strzeliła 28 bramek w tym turnieju, czyli najwięcej spośród wszystkich zawodniczek chińskich.